# 叉枝老鹳草
叉枝老鹳草（学名：Geranium divaricatum）为牻牛儿苗科老鹳草属的植物。分布于哈萨克斯坦、西亚、欧洲、中亚、大西洋以及中国大陆的新疆等地，生长于海拔1,000米至1,950米的地区，多生长于低山或山前平原，目前尚未由人工引种栽培。